# Lista över öar i Norra ishavet

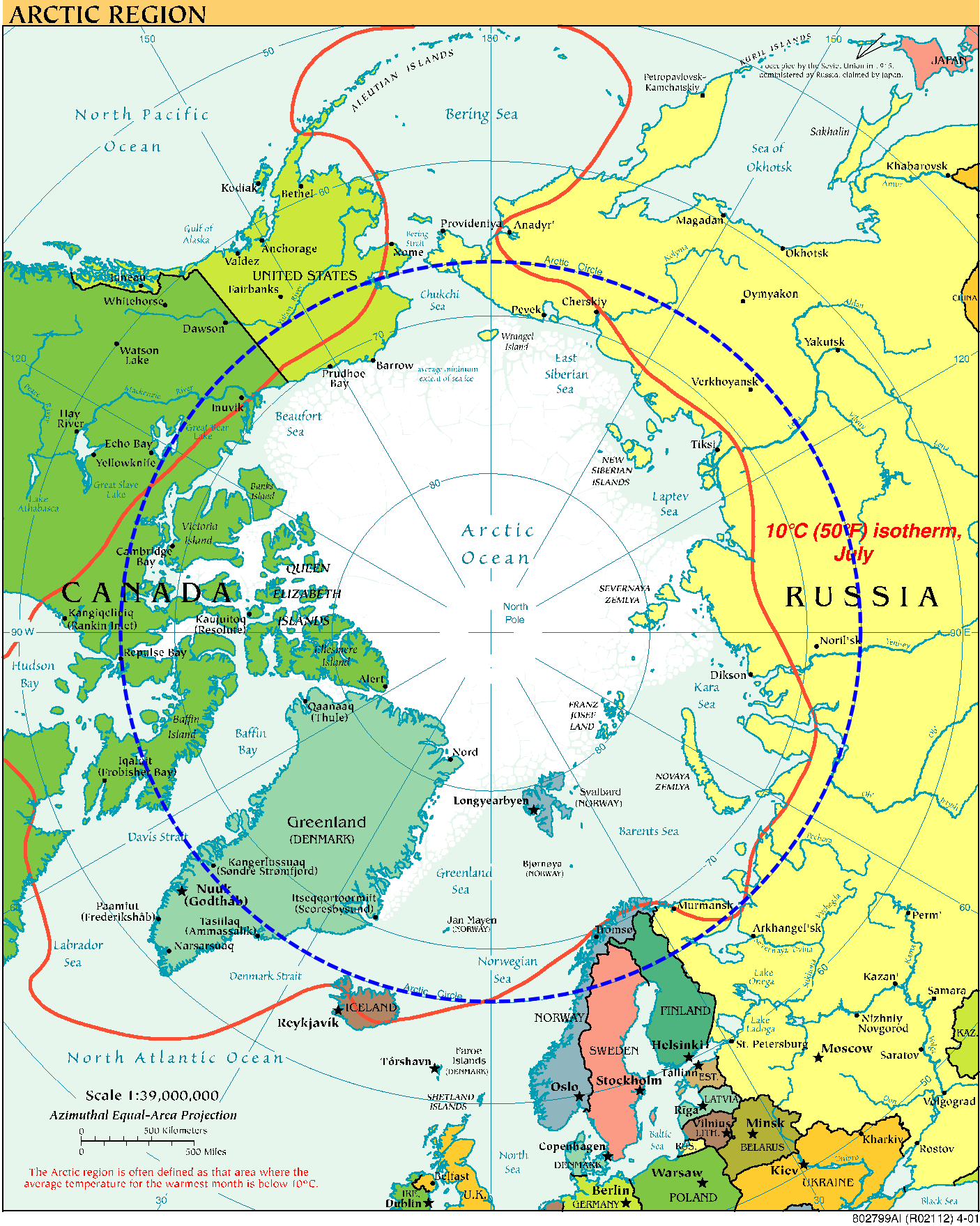
Norra ishavet / Arktis.

Översikt över öar och öområden inom Norra polcirkeln  i Norra ishavet i Arktis. Norra polcirkeln passerar över Norge, Sverige, Finland, Ryssland, Alaska (USA), Kanada, Grönland (Danmark) och Island.
De 10 största öarna  är 
- Grönland, 2 130 800 km²
- Baffinön, 507 451 km²
- Victoriaön, 217 291 km²
- Ellesmereön, 196 235 km²
- Banksön, 70 028 km²
- Devonön, 55 247 km2
- Severnyjön, 47 079 km²
- Axel Heibergön, 43 178 km²
- Melvilleön, 42 149 km²
- Southamptonön, 41 214 km²
- Prince of Walesön, 33 339 km²

## Norge
- Magerøya med kontinenten Europas nordligaste plats

- Björnön
- Jan Mayen
- Lofoten
- Svalbard med Sjuöarna som nordligaste ögrupp

## Ryssland

Norra Ryssland.

Rysslands arktiska öar med en kustlinje om 24 140 km sträcker sig från Viktorijaön i distriktet Nordvästra distriktet genom Uraliska distriktet, Sibiriska distriktet till Stora Diomedeön i Fjärran Österns distriktet. Rysslands arktiska kust utgör drygt 50 % av Norra ishavets totala kustlinje.
- Rysslands arktiska öar med bland andra (från väst till öst)
  - Frans Josefs land med Kap Fligely världsdelen Europas nordligaste plats
  - Novaja Zemljaöarna
  - Nordenskiöldöarna
  - Severnaja Zemljaöarna
  - Nysibiriska öarna
  - Wrangels ö
  - Stora Diomedeön

## Alaska (USA)

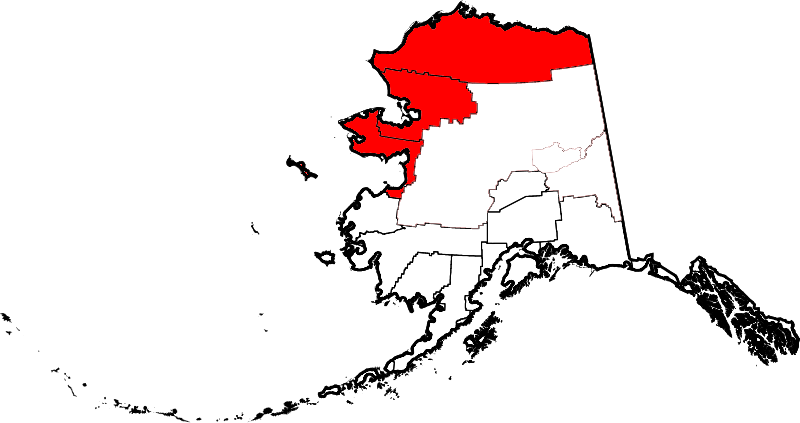
Norra Alaska.

Det finns även några konstgjorda öar i norra Alaska, främst oljeplattformar
- Areyön
- Barterön
- Flaxmanön
- Lilla Diomedeön

## Kanada

Norra Kanada.

Kanadas arktiska öar sträcker sig cirka 2 400 km från Resolutionön i territoriet Nunavut genom Northwest Territories till Ellesmereön i Yukon. Det finns 94 större öar (med en yta över 130 km²) och 36 469 mindre öar.
- Kanadas arktiska öar med bland andra (från väst till öst)
  - Banksön
  - Victoriaön
  - Queen Elizabeth Islands
    - Ellesmereön
    - Sverdrupöarna

  - Baffinön
  - Devonön
  - Axel Heibergön
  - Melvilleön
  - Southamptonön
  - Prince of Walesön

## Grönland
Grönland har många öar inom Norra ishavet / Arktis, bland de större öarna finns
- Aasiaatön
- Clavering Ø
- Diskoön
- Geographical Society Ø
- Ilimananngip Nunaaön
- Kaffeklubben världens nordligaste plats på land, cirka 700 km syd om Nordpolen
- Nares Land
- Shannon Ø
- Traill Ø
- Ymer Ø

## Island
Island ligger nästan helt nedom Norra polcirkeln, bland de öar ovan polcirkeln finns
- Grímsey
- Kolbeinsey